# Utah State Route 12
Pour les articles homonymes, voir Route 12.
La Utah State Route 12 (SR-12) ou Scenic Byway 12, est une route d'État portant le statut de National Scenic Byway. Elle est aussi connue sous le nom Highway 12 - A Journey Through Time Scenic Byway (« Route panoramique 12 - Un voyage à travers le temps »). Son trajet parcourt le sud de l'Utah dans une direction est-ouest à travers les comtés de Garfield et de Wayne. 

## Description

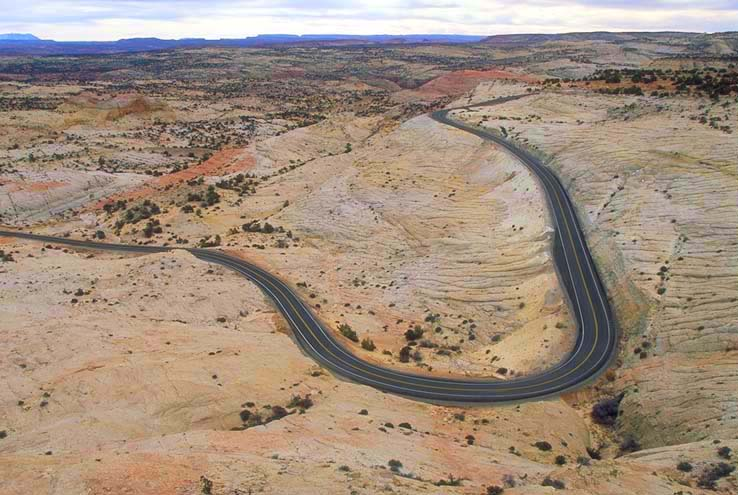
Vue sur la SR-12.

Malgré un trajet parfois sinueux, la route est globalement orientée ouest-est sur une distance proche de 200 km. À l’ouest, la route débute au sud de la localité de Panguitch au départ de la route nationale US-89. Elle traverse ensuite le nord du parc national de Bryce Canyon et la forêt nationale de Dixie avant de traverser les petites villes de Tropic, Cannonville et Henrieville. Elle continue ensuite vers la ville d’Escalante où elle traverse la rivière du même nom. La route poursuit son cheminement vers la localité de Grover et se termine à Torrey où elle rejoint la route d’état SR-24 à seulement 8 km à l’ouest du parc national de Capitol Reef. Durant son trajet, la route escalade la région de la Boulder Mountain qui appartient au Plateau d'Aquarius. Cette portion porte le surnom de Boulder Mountain Highway.
Récompensée du prestigieux titre de National Scenic Byway, la route émerveille les touristes grâce aux paysages qu’elle traverse. Durant tout son parcours, la route serpente dans des plateaux rocheux et des canyons dont les roches remontent à l’époque préhistorique du Crétacé. Ces massifs rocheux de couleurs rougeâtre et jaunâtre sont recouverts de forêts d’épineux et traversés par des rivières. Ce paysage est très apprécié des touristes et est protégé à divers niveaux au sein du parc national de Bryce Canyon et de la forêt nationale de Dixie.

## Histoire
La route fut construite en 1914 dans le but de rendre la région du parc national de Bryce Canyon plus accessible aux touristes. Ce n’est que dans les années 1920 que les premiers tronçons de route obtinrent le numéro SR-12. Différentes extensions furent ajoutées par la suite pour obtenir le tracé actuel.

## Trafic routier
En 2005, le trafic journalier était de 2430 véhicules à l’entrée occidentale et de seulement 435 véhicules à l’entrée orientale, le côté occidental étant plus proche du parc national de Bryce Canyon et de la forêt nationale de Dixie.

## Galerie

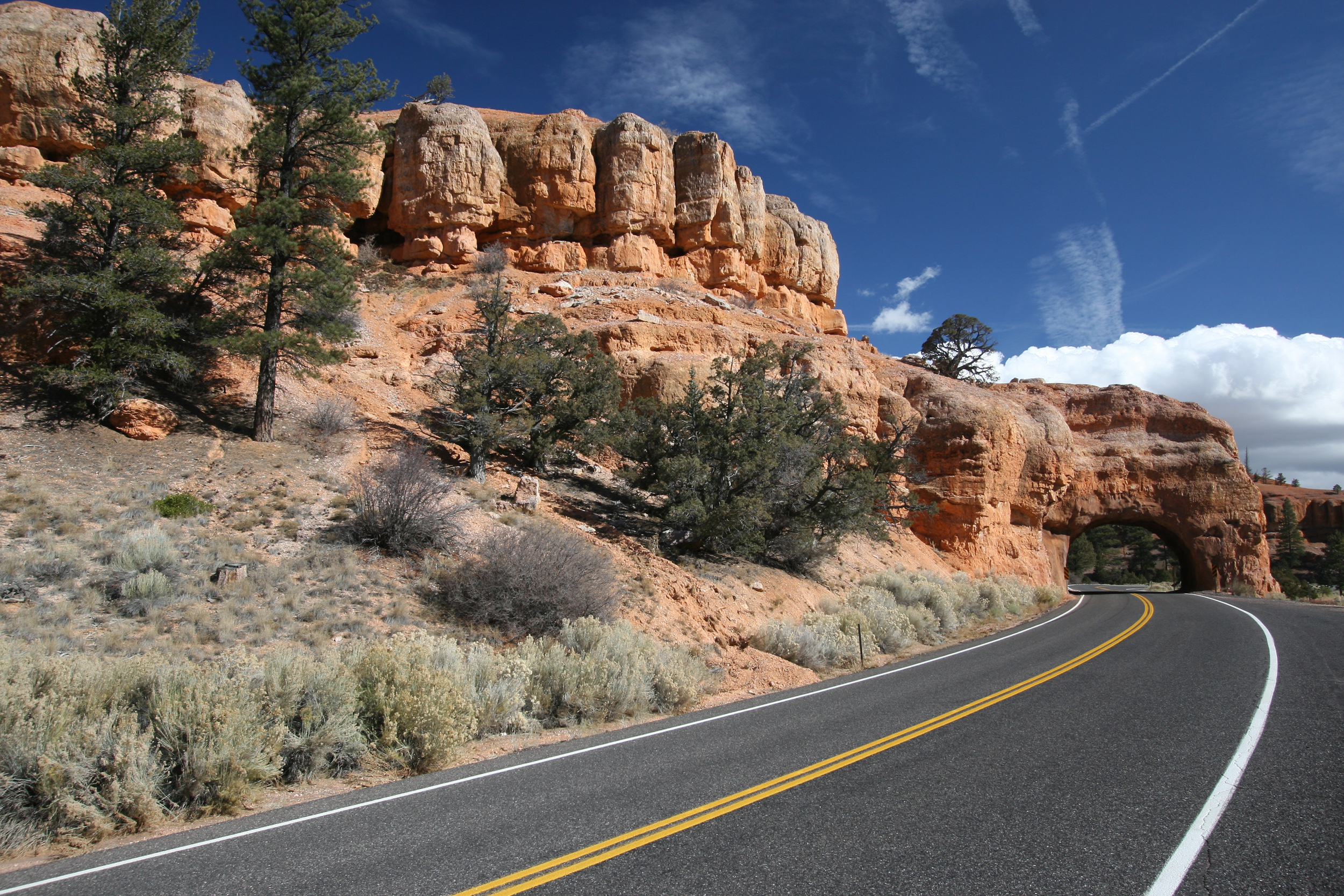
Près du parc national de Bryce Canyon.
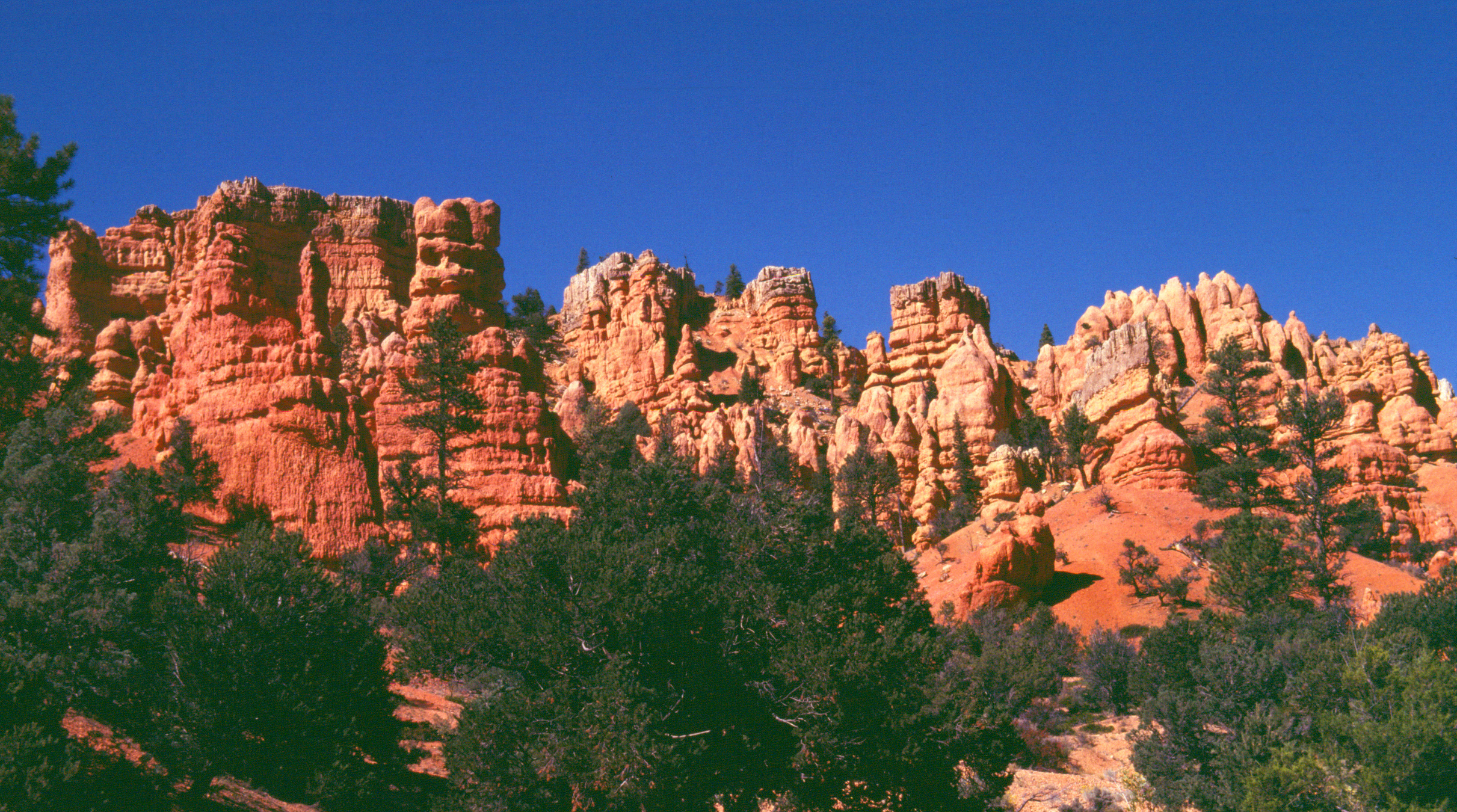
Le Red Canyon, près de l’entrée occidentale de la route SR-12.
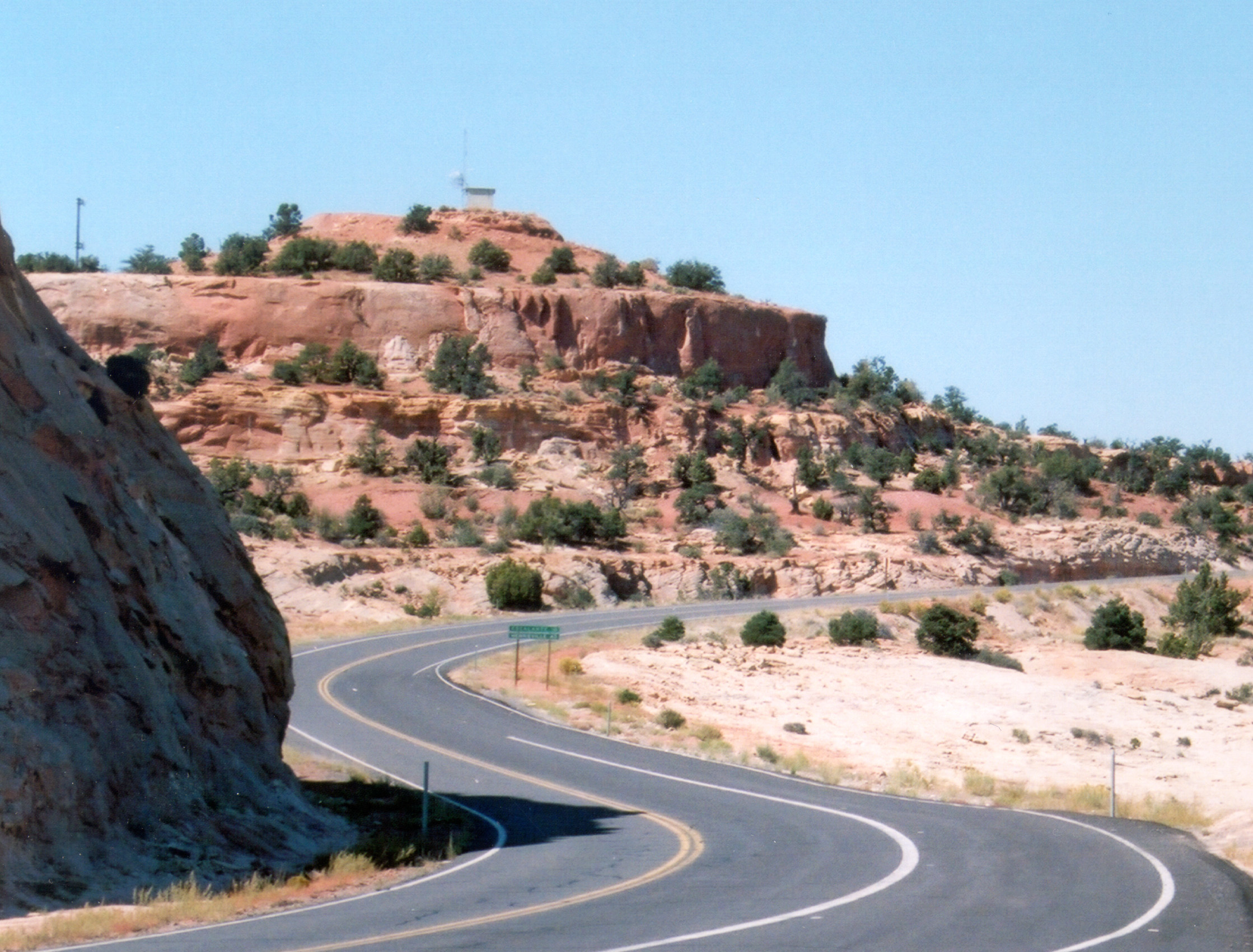
Près de la ville d'Escalante.

### Source
- (en) Cet article est partiellement ou en totalité issu de l’article de Wikipédia en anglais intitulé « Utah State Route 12 » (voir la liste des auteurs).